# 右樞
右樞（天龍座α），也稱為紫微右垣一，是在天龍座內的一顆恆星。雖然在北半球的天空中不是一顆耀眼的恆星，但在歷史由于曾身為北極星而十分重要。
雖然在拜耳命名法中稱為天龍座α星，但是視星等只有3.65等，比座中最亮的天龍座 γ星（2.23等）暗了許多，在有光污染的環境下經常會看不見。在天龍座中排序在第一，完全是因為他曾經是北極星的緣故。
在良好的觀星環境下，右樞很容易經由大熊座的北斗七星在群星中間找到。許多人都知道利用北斗七星勺口外側的天樞（大熊座α）和天璇（大熊座β）兩顆星可以找到現在的北極星，但是鮮有人知道內側的天璣（大熊座γ）和天權（大熊座δ）的連線指向右樞，就在天權前方7.5度之處。

## 作為北極星
由於地球自轉軸的進動，從西元前3942年起，右樞星取代了之前最靠近北極點的牧夫座 θ，成為肉眼能直接看見最靠近北極點的恆星，直至西元前1793年才被天龍座κ星取代。他在西元前2787年最靠近北極點，距離只有2.5弧分，在之後的200年也沒有超過1度，即使在最接近之後的900年距離也仍只有5度。右樞被當成北極星，直到大約西元前1900年時，更為明亮的帝（小熊座 β或北極二）更靠近北極點時才被取代掉。
在過去4,800年間，北極點不斷的漂移，右樞現在能在赤經 14h 04m 33.58s ，赤緯 64° 20' 45.6"的位置被看見。在西元10,000年時，將會到達離北極47度的位置，也是最遠的距離；之後又將逐漸接近北極點。在西元20,346年，將到達赤經19h 08m 54.17s，赤緯88° 43' 17.3"，而再度成為北極星。

## 分類
右樞的光譜分類是A0III， 光譜和溫度都與織女星相似，但更為明亮與更重。右樞不是一顆主序星，在核心的氫核聚變已經終止，正進行著氦的融合，使它成為一顆紅巨星，在300光年的距離上，釋放出330倍的太陽能量。
右樞除了是一顆罕見的A形巨星之外，沒有異常的現象。A型在主序帶上通常只是預留的空間，只是偶爾會有幾顆超巨星被歸類於此。這表示右樞並非長久以來都是巨星，目前應該是在一個平靜的擴展過程之中。最後可能會成為像畢宿五那樣的K型的橘紅色巨星。這或許也意味著在他用盡氦燃料之後，會繼續收縮來燃燒碳，這樣他就可能成為像馬腹一（半人馬座 β）的藍巨星。
右樞是一顆聯星，伴星的公轉週期是51天。這顆伴星沒有可以直接參考的影像，由他的質量估計可能是棕矮星或是白矮星。
右樞主星（A星）的年齡約為2.80億年，而右樞伴星（B星）的年齡約為3.45億年。
右樞的英文名稱源自阿拉伯文（θu‘bān，本意是「蜥蜴」），也是阿拉伯文天龍座的名稱。